# Mickey Taveras
Mickey Taveras (* 29. September 1970 in Santo Domingo, Dominikanische Republik) ist ein dominikanischer Salsa-, Merengue- und Bachatamusiker.

## Werdegang
Mickey Taveras wurde 1970 in Santo Domingo als Sohn von Raúl Almánzar und Modesta Taveras geboren. Er absolvierte eine musikalische Ausbildung und wurde stark vom Sänger Pedrito Fernández beeinflusst. In Puerto Plata spielte er in einer Musikband für Touristen am Strand. Künstler wie Wilfrido Vargas, Joseíto Mateo, Jhonny Ventura, Félix del Rosario, Fernando Villalona, Juan Luis Guerra, Ramón Orlando, Cuco Valoy, Dioni Fernández, Sergio Vargas, Luís Ovalles und andere prägten den Merenguestil von Mickey Taveras. Schließlich wurde er Sänger in der Band Orquesta de Wilfrido Vargas und sang Bachatas und Merengues. Bienvenido Rodríguez, Präsident der Plattenfirma Karen Records, produzierte die ersten Soloalben von Mickey Taveras – Lucharé, Más Romántico und Sigo Siendo Romántico. Bereits Lucharé mit dem einzigartigen Hit A pesar del tiempo wurde ein großer Erfolg in Mittel- und Südamerika sowie den USA. Damit erhielt er die Goldene und Platin-Schallplatte, verkaufte an die 500.000 Exemplare und gewann mit dem Titel Me gustas 1996 den Preis als bester Interpret auf dem Festival von Viñas del Mar in Chile. Außerdem gewann er auf dieser Veranstaltung die Silberne Möwe als einziger dominikanischer Musiker. Es folgte Más Romántico mit der Auskopplung Historia entre tus dedos, welche den Lo Nuestro Preis und die Auszeichnung Bestes Tropisches Lied des Jahres gewann.
Sein drittes Werk Sigo Siendo Romántico, Éxito de la bachata wurde für den Latin Grammy und das beste zeitgemäße Musikalbum vorgeschlagen. Das Album Te Esperaré enthält Salsa-, Bachata- und Merenguesongs. Mickey Taveras gehört seine eigene Produktionsgesellschaft Ascap, welche in New York und in Santo Domingo eingetragen ist.

## Diskografie
- Lucharé (1995)
- Más Romántico (1999)
- Sigo Siendo Romántico (2003)
- Grandes Exitos
- Románticos de Salsa
- Te Esperaré (2006)[3]